# União dos Caçadores
União dos Caçadores foi um rancho carnavalesco da cidade do Rio de Janeiro.
Foi campeão em pelo menos 8 oportunidades, sendo a primeira delas em 1949.

## Carnavais
| União dos Caçadores | União dos Caçadores | União dos Caçadores | União dos Caçadores              | União dos Caçadores | União dos Caçadores                      |
| Ano                 | Colocação           | Divisão             | Enredo                           | Carnavalesco        | Ref.                                     |
| ------------------- | ------------------- | ------------------- | -------------------------------- | ------------------- | ---------------------------------------- |
| 1948                | Vice-Campeão        | ÚNICA               |                                  |                     | [ 2 ] [ 1 ]                              |
| 1949                | Campeão             | ÚNICA               |                                  |                     | [ 1 ]                                    |
| 1954                | Campeão             |                     |                                  |                     | [ 3 ]                                    |
| 1955                | Campeão             |                     |                                  |                     | [ 3 ] [ 4 ]                              |
| 1960                | Campeão             |                     |                                  |                     | [ 5 ]                                    |
| 1964                | Campeão             |                     |                                  |                     | [ 6 ]                                    |
| 1965                | Campeão             |                     |                                  |                     | [ 6 ]                                    |
| 1966                | Campeão             |                     |                                  |                     | [ 6 ]                                    |
| 1969                | Campeão             |                     |                                  |                     | [ 7 ]                                    |
| 1972                | Campeão             |                     | Homenagem a Benjamin de Oliveira |                     | [ 5 ] [ 8 ]                              |
| 1977                | 5º lugar            | ÚNICA               | Rei dos Palmares - Zumbi         |                     | [ 9 ] [ 10 ] [ 11 ] [ 12 ] [ 13 ] [ 14 ] |